# ケイラ 雪原の友だち
『ケイラ雪原の友だち』（原題：Kayla: A cry in the wilderness）は、1999年のカナダ・ドイツ映画。犬と少年の強い絆が凍えた家族関係を氷解していく。2008年第16回キンダー・フィルム・フェスティバル (東京)にて特別上映された。

## 概要
亡き父への思いから新しい家族関係になじめず孤独だった少年サムの心を開いていくのが、父の分身ともいえるアラスカン・マラミュート犬のケイラ。義父と母はサムとケイラの強い絆を通じてサムの心の内を理解していく。カナダ北東部ケベックの大自然を背景に描かれる珠玉の作品。

## キャスト
- サム...トッド・フェンネル（吹替：成瀬誠）
- エイサ...ヘンリー・ツェーニー（吹替：）
- アリシア...ブロンウェン・ブース（吹替：）
- ジェイニー...メレディス・ヘンダーソン（吹替：）
- オウガスト...ブライアン・ドゥーリー（吹替：）

## スタッフ
- 監督：ニコラス・ケンドール
- 脚本：ペーター・ベーレンス／エリザベス・フォン・ステーンウィク
- 制作：クラウディオ・ルカ／コリン・ニール／ニコラス・ケンドール
- 翻訳：いけや咲良
- 発売：株式会社オンリー・ハーツ

## ストーリー
サムは8年前に消息を絶った有名な探検家である父親の死を受け入れないでいた。父親を愛するあまりに、善良な継父を嫌い、母親の再婚にも憤りを感じていた。サムは愛と友情に飢え、自分を理解してくれる仲間を必要としていた。そんな彼の心の悲痛は、オオカミに似た犬の登場により、次第に癒されていく。その犬は、サムの父親が率いていた犬ゾリのリーダー犬、ケイラにそっくりだったため、サムはその犬をケイラと名づける。町の人々はオオカミを恐れるが故に、ケイラを含め、野生の犬に対して厳しい措置をとろうとするが、そんな町人や家族の心配をよそに、サムとケイラは次第に強い絆で結ばれていく。そしていつしかサムはケイラから愛や忠誠心、自己犠牲の精神を教わっていく。犬ゾリ大会の当日、もはやサムとケイラは優勝の2文字のためだけでなく、もっと大切なもののために走っていた。

## おもな受賞
- シカゴ国際子ども映画祭
  - 準グランプリ

## その他
監督は、デビッド・ボウイ主演の「天使といた夏」でも知られるニコラス・ケンドール。
原作者のエリザベス・フォン・ステーンウィクはアメリカ在住の児童文学者で、映画の原作となった「Three Dog Winter」をはじめ50冊以上の著書をもつ人気作家。